# Коломиец, Дмитрий Валерьевич
Дми́трий Вале́рьевич Коломи́ец (укр. Дмитро Валерійович Коломієць; 5 декабря 1973, Белая Церковь, Киевская область — 24 февраля 2022, Крынцилов, Хмельницкая область) — украинский военный лётчик-истребитель, майор. Герой Украины (2022, посмертно).
Родился в городе Белая Церковь. Окончил Озерненскую гимназию. После окончания Черниговского лётного училища был направлен на службу в Озёрное. Летал на самолётах Су-27, МиГ-29, L-39.
Во время вторжения России на Украину отвлёк на себя огонь авиации РФ и был сбит. Посмертно был награждён званием Герой Украины с вручением ордена «Золотая Звезда».